# Tóth István (pilóta)
Tóth István (Vassurány, 1934. október 23. – Szombathely, 2004. február 28.) magyar vitorlázórepülő pilóta, oktató, repülőgépgyár alapító, repülőtér parancsnok.

## Életpálya
1952-ben a Nagy Lajos Gimnáziumban érettségizett. A Budapesti Műszaki Egyetemen gépész üzemmérnök szakon végzett. Munkahelyei a Vas Megyei Gázmű Vállalat, a Vas Megyei Pártbizottság, majd a XII. AFIT igazgatói posztja. 1959-ben Szombathely légterében, az időtartam-repülésben, elsőként repült öt órás időtartamot. 1978-ban a Leonov Repülőklub titkára és a szombathelyi repülőtér parancsnoka lett. A vitorlázógépek gyártásának megszüntetésével azonnal jelentkezett a meglévő gépállomány felújításának szükségessége. Nyugdíjasként, 1990-es szívműtétjei után is, visszaszerezte a repülő-orvosi minősítését. Továbbra is minden napját a repülőtéren töltötte. Oktatott, repülőt vontatott, önzetlenül segített a fiataloknak mindenben.

### Repülőgépgyártás
1979 májusában, Tóth István, a XII. AFIT igazgatójaként, elvállalta és megteremtette a kifutóban lévő Góbék nagyjavításának a feltételeit. Ennek a munkának köszönhetően a Góbék, még újabb 500 órát repülhettek. Az első, Szombathelyen felújított Góbé, a szolnokiak HA-5400-asa, Csonka Ferenc berepülőpilótával, 1979. augusztus 17-én szállt fel ismét a levegőbe. Ezt követően két év alatt, a Magyarországon fellelhető 84 darab R-26S Góbé vitorlázógép mindegyike, megfordult a szombathelyi csarnokban.
A XII. AFIT, a nagyjavítással párhuzamosan, a megszerzett szakmai tapasztalatok birtokában, felkészült a Góbék gyártására. 1982-ben, Id. Rubik Ernő (a Góbé tervezője) és Fazekas József (akkori Malév igazgató) segítségével, a Szombathelyi Repülő Klub több aktív tagja, élükön Tóth Istvánnal, a tervek engedélyeztetése után: Szombathelyen, a repülőtéren beindította a Góbé típusú oktató-vitorlázó repülőgépek újragyártását. 1982-ben megszületett: a szombathelyi, Auto-Aero Repülőgépgyár. A szombathelyi üzemben, a Góbé R-26 S típust átalakították. Olyan szerkezeti módosításokat hajtottak végre, hogy a vitorlázógép megfeleljen az amerikai és az európai légügyi előírásoknak. Modernizálták a Góbé: szárnyvég-rugóját, farokkerekét, és teljes kárpitozást kapott a kabin. Így lett az R-26 S Góbéból, R-26 SU. A szombathelyi Góbék: az R-26 SU típusjelet, és a HA-5500-as sorozatszámot kapták. 1982 végére elkészült az első szombathelyi Góbé, a HA-5500-as, melyet a Szombathelyi Repülőklub kapott meg és használ, azóta is. Az Auto-Aero Repülőgépgyár saját tervező csapata, export üzletkötő csapata, alumínium megmunkálók és kárpitosok dolgoztak nap, mint nap azon, hogy a Góbé sikeres legyen, és népszerűsítse a magyar repülőgépgyártást. Az R-26 SU Góbéból 78 készült Szombathelyen. 61-et a magyarországi repülőklubok kaptak meg, nagy részüket még ma is használják. 17 repülőgépet exportáltak. 15 vitorlázógép Kubába, 1 gép Ausztriába, 1 gép Nagy-Britanniába került. Ezzel a Góbék a csúcsra értek. Megvalósult az, ami nem sikerült id. Rubik Ernőnek az 1970-es években: külföldi légtereket uraltak a Góbék.
Az 1980-as évek végén a szombathelyi Auto-Aero Repülőgépgyárban kezdetben bérmunkában, majd később saját gyártásban is készítették az SF-34 b típusú német, a Scheibe Flugzeug Bau gyár által tervezett és épített kompozit műanyag, kétszemélyes vitorlázó gépet. Az SF-34 b korának legmodernebb vitorlázógépe volt. Az Auto-Aero Repülőgépgyár, legnagyobb sikerének küszöbén 1990-ben elbukott. Ebben közrejátszott az a sajnálatos tény, hogy Tóth István megbetegedett, rokkanttá vált. A szombathelyi repülőgépgyárat pedig, 1990-ben felszámolták.

## Sportegyesületei
- Szombathelyi Repülő Klub

## Szakmai sikerek
- Megrepülte az ezüstkoszorús és gyémánt előírásokat.
- A Magyar Honvédelmi Szövetség (MHSZ) felterjesztésére a Nemzetközi Repülőszövetség (franciául:Fédération Aéronautique Internationale) (FAI) 45. magyarként, az 1980-ban megtartott kongresszusán Paul Tissandier diplomát adományozott részére.